# Bricquebec (band)
Bricquebec was een Friese rockband, die halverwege de jaren tachtig van de 20ste eeuw werd opgericht.
Nummers van de band zijn onder meer Dyn Stapke, Ien Kear en Strjitlizzer.
De naam van de band is ontleend aan de gelijknamige Franse plaats in Normandië, Bricquebec. In 1998 verzorgde de band hier een optreden in het plaatselijke kasteel. Het Franse plaatsje stamt uit de tijd van de Vikingen. Uitgesproken in het Fries betekent de naam 'Scheve Bek'.

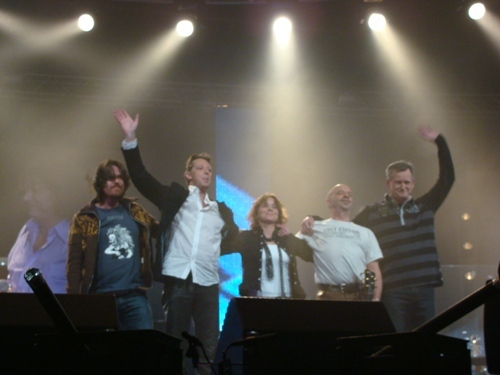
Afscheid in november 2008, WTC Leeuwarden

## Geschiedenis
Bricquebec speelde aanvankelijk hoofdzakelijk in Zuidoost-Friesland, maar in de loop der jaren werd de wâldrockformatie een bekende verschijning op alle Friese podia.
De leden Bricquebec hadden ieder voor zich door de jaren heen flink wat routine en podiumervaring opgedaan. Voor hun inzet voor de Friese muziek werd de band door de provincie Friesland genomineerd voor de Bernlef-cultuurprijs 2002 die in november werd uitgereikt. De stichting Conamus had inmiddels ook belangstelling voor de muziek van Bricquebec gekregen. De muziek van de band werd door Friese muziekrecensenten "in stik bûter yn 'e brij" genoemd en bleef ook niet onopgemerkt bij Radio Drenthe, Radio Noord en de landelijke zenders. De recensent van de Leeuwarder Courant sprak destijds over muziek die "evenveel ambachtelijkheid als liefde voor muziek uitstraalt".
In 2007 werd er nog hard gewerkt aan het nieuwe album Nachtrave. Het is een compilatie van alle muzikale stromingen binnen de band. De manier van componeren en arrangeren gaf de band het label van melodieuze rockband; van akoestische en stevige uptempo nummers tot en met gevoelige ballades. In februari 2008, enkele maanden na het uitbrengen van het album Nachtrave, besloot de band er na meer dan 22 jaar muziek maken een punt achter te zetten. Het allerlaatste concert vond plaats op 28 november 2008 tijdens de Fryske Music Night in het WTC in Leeuwarden.
Op 25 augustus 2018 echter vond op uitnodiging van het Dodo-festival in Bakkeveen een reünieoptreden van Bricquebec plaats. Het beviel de bandleden zo goed dat besloten werd na al die jaren de instrumenten weer op te pakken. De band legde zich toe op nieuwe nummers. Natuurlijk na zolang niet spelen werd het oude repertoire grondig doorgenomen. Boekingen kwamen weer binnen en het eerste liveconcert was op 1 september 2019 op het Easterbarrenfestival in Eastermar. 
Echter al spoedig daarna kwam Corona en werd de maatschappij op alle gebieden verlamd. Ook de podia. Kortom alles kwam stil te liggen. Ook de band.
Na de coronaperiode is de band in 2021 de studio ingegaan waar het album Tiden opgenomen is. Er werden clips gemaakt van de nieuwe nummers  Lit it los en Fryske lân. Beide video`s staan op YouTube.
De meeste albums van de band staan inmiddels op Spotify.
In het voorjaar van 2022 besloot de band echter om definitief te stoppen.

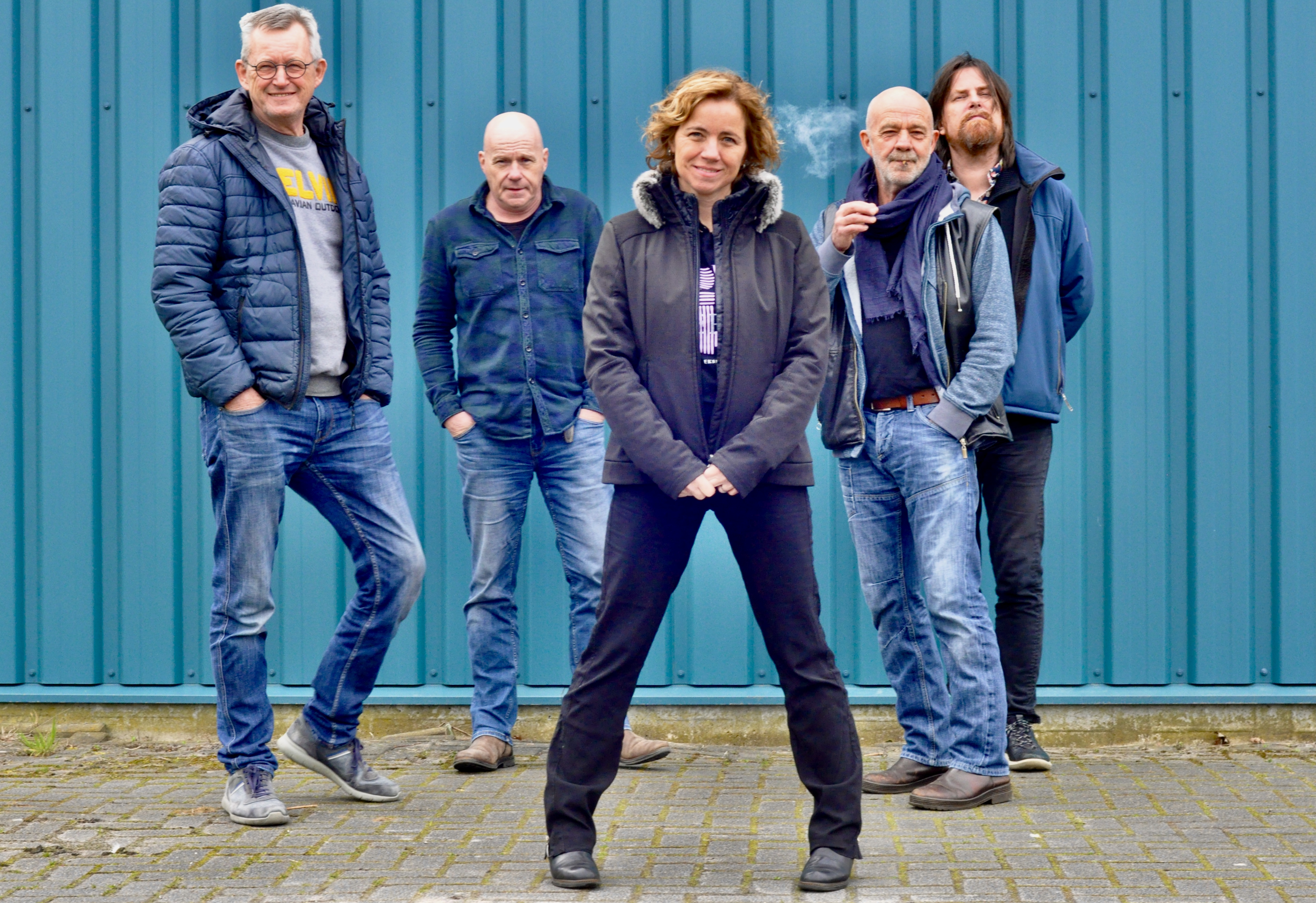
Bricquebec in 2021.
V.l.n.r.: Jan Roorda (toetsen en zang), Rinze Akkerman (gitaar), Else van der Greft (zang en gitaar), Marius Bamberger (bas en zang) en Gilbert Terpstra (drums)

## Discografie
- Ik doch't moarn wol (LP Frigram, 1987) - (Frigram FGCD 511, 1990 / Universe UPCD 98232, 1998) - cd
- Lit ùs mar rinne (Frigram FGCD 520, 1992 / Universe UPCD 98233, 1998) - cd
- Salang lyn (BRICQ BB04, 1996) - cd
- Hjoed (BRICQ BB05, 2002) - cd
- Nachtrave (BRICQ BB06, 2007) - cd
- Tiden (BRICQ BB07, 2021- cd)

### Cd's opgenomen met andere artiesten
- Aaipop (Earizer, 1992)
- Toppers ut Fryslân 2 (Frigram FGCD 533, 1994)
- Juster, hjoed of moarn (Frigram FGCD 538, 1995)
- Aaipop: En daverje (Marista MCD 5132, 1996)
- Fryslân muzyklân, 2 (Marista MCD 5940, 2001)
- Ald & nij, diel 1 (Frigram FGCD 6854, 2001)
- Fryslân muzyklân 5 (Marista MCD 7101, 200?)
- Het Friese Land (Marista MCD 7100, 2004)
- Frysk Hit Festival 3 (SR 6872, 2005)
- Peije Dei Strjittefesival (Marista MCD 7102, 200?)
- It bêste út de Fryske Top 100 fan Omrop Fryslân, diel 2 (2007)

## Prijzen
- Winnaar NCRV's Popslag 1997